# جون ميتكالف (واثب حواجز)
جون ميتكالف (بالإنجليزية: John Metcalf) هو واثب حواجز ‏ بريطاني، ولد في 25 فبراير 1934 في نورتش في المملكة المتحدة.

## وصلات خارجية
- جون ميتكالف على موقع أوليمبيديا (الإنجليزية)
- جون ميتكالف على موقع اتحاد ألعاب الكومنولث (مؤرشف) (الإنجليزية)